# Water (singel Martiki)
Water – czwarty i ostatni singel z debiutanckiej płyty Martiki zatytułowanego Martika. Część utworu Martika zaśpiewała w języku hiszpańskim. Singel nie był wydany w Stanach Zjednoczonych. Wersja singlowa była remiksem wersji albumowej.

## Pozycje na listach przebojów
| Lista (1990)     | Najwyższa pozycja |
| ---------------- | ----------------- |
| UK Singles Chart | 59                |